# Pinckard (Alabama)
Pinckard, est une ville du comté de Dale dans l'État d'Alabama, aux États-Unis,.

## Géographie
Elle est située au sud-est de l’État et du comté, à mi chemin de Midland City, à l'est, et de Newton, à l'ouest.

## Histoire
La Midland Railroad Company, avait besoin d'installer des bureaux entre Troy, du comté de Pike et une ligne ferroviaire menant à Thomasville (Géorgie). Après avoir persuadé plusieurs propriétaires terriens, des locaux sont créés, puis la ligne de chemin de fer est achevée en 1899, le premier train y circule en septembre 1889. La ville est baptisée en référence à J. Oscar Pinckard, un habitant et professeur d'école. Elle est incorporée en septembre 1892.

## Démographie
| 1900 | 1910 | 1920 | 1930 | 1940 | 1950 |
| ---- | ---- | ---- | ---- | ---- | ---- |
| 711  | 541  | 969  | 633  | 555  | 515  |

| 1960 | 1970 | 1980 | 1990 | 2000 | 2010 |
| ---- | ---- | ---- | ---- | ---- | ---- |
| 578  | 609  | 771  | 618  | 667  | 647  |

## Source de la traduction
- (en) Cet article est partiellement ou en totalité issu de l’article de Wikipédia en anglais intitulé « Pinckard, Alabama » (voir la liste des auteurs).